# Perisomena parviocellata
Perisomena parviocellata är en fjärilsart som beskrevs av Friedal 1968. Perisomena parviocellata ingår i släktet Perisomena och familjen påfågelsspinnare. Inga underarter finns listade i Catalogue of Life.